# Het laatste huis
Het laatste huis is een lied van de Nederlandse zanger Jason Bouman. Het werd in 2013 als single uitgebracht en stond in 2014 als eerste track op het album Zomaar ineens.

## Achtergrond
Het laatste huis is geschreven door Jeroen Englebert en geproduceerd door Englebert en Eric van Tijn. Het is een lied uit het genre levenslied. In het nummer zingt de liedverteller over de verhuizing van zijn moeder naar een verzorgingstehuis. Bouman bracht het lied voor het eerst ten gehore bij de finale van talentenjacht Bloed, zweet & tranen, die hij vervolgens won.

## Hitnoteringen
De zanger had succes met het lied in Nederland. Het kwam tot de achtste plaats van de Single Top 100 en stond zeven weken in deze hitlijst. De Nederlandse Top 40 werd niet bereikt; het kwam hier tot de zesde plaats van de Tipparade. Het is anno 2024 de enige single met hitnoteringen uit de carrière van Bouman.